# Graphe chemin
En théorie des graphes, un graphe chemin ou graphe chaîne (en anglais path graph) est un arbre où chaque nœud est de degré au plus deux.